# マツダ防府工場
マツダ防府工場（マツダほうふこうじょう）は、山口県防府市にあるマツダの自動車製造工場。
防府市西浦にある自動車組立工場の西浦地区（にしのうらちく）と、防府市浜方にあるトランスミッション工場の中関地区（なかのせきちく）の2地区に分かれる。
本社併設の工場（広島県安芸郡府中町及び広島市南区）の操業を支援するために開設された、マツダとして日本国内第2の製造拠点である。

## 概要
防府市南部の、いわゆる「三田尻六ヶ所浜」（古浜、中浜、鶴浜、大浜、江泊浜、西浦浜）の塩田で行われ、古くから長州藩の財政を支え、一時は国内第2位の規模を誇っていた製塩事業（防長三白参照）が1959年（昭和34年）の塩業整備臨時措置法成立を機に全廃され、塩田の跡地利用として防府市の誘致により1973年（昭和48年）にマツダの進出が決定。工場用地売買が行われたが、オイルショックの影響もあり、実際に操業が開始されたのは1981年（昭和56年）のことであった。
マツダの防府進出により、1985年における山口・防府地区の製造品出荷額は、1980年の3倍以上となり、以後も防府市や山口市南部に関連企業の進出が相次いだことで地域経済に大きく貢献している。

## 西浦地区
西浦地区には2つの主要工場がある。敷地面積は約80万平方メートル。2013年8月に2工場合計の累計生産台数が1千万台を達成した（操業開始から30年11カ月）。

### 第1工場
1982年9月に本格操業を開始した。通称「H1」。
現在の製品
- デミオ/Mazda2
- アクセラ/Mazda3
- CX-3 

以前の製品
- ファミリア/323/プロテジェ
- ユーノス・プレッソ/MX-3

### 第2工場
増築により1992年2月に操業開始。通称「H2」。電動車などの生産に対応できるよう2021年にリニューアルが行われている。
現在の製品
- アテンザ/Mazda6
- CX-5 

以前の製品
- カペラ/626
- トリビュート/フォード・エスケープ

## 中関地区
中関地区は西浦地区より早い1981年12月に稼働開始。537,000 平方メートルの広さを有する。オートマチックトランスミッションおよびマニュアルトランスミッションを製造しており、マツダの全生産台数の83％分の変速機を生産する。
2019年に変速機の生産台数が 4千万台に達した。